# Conky

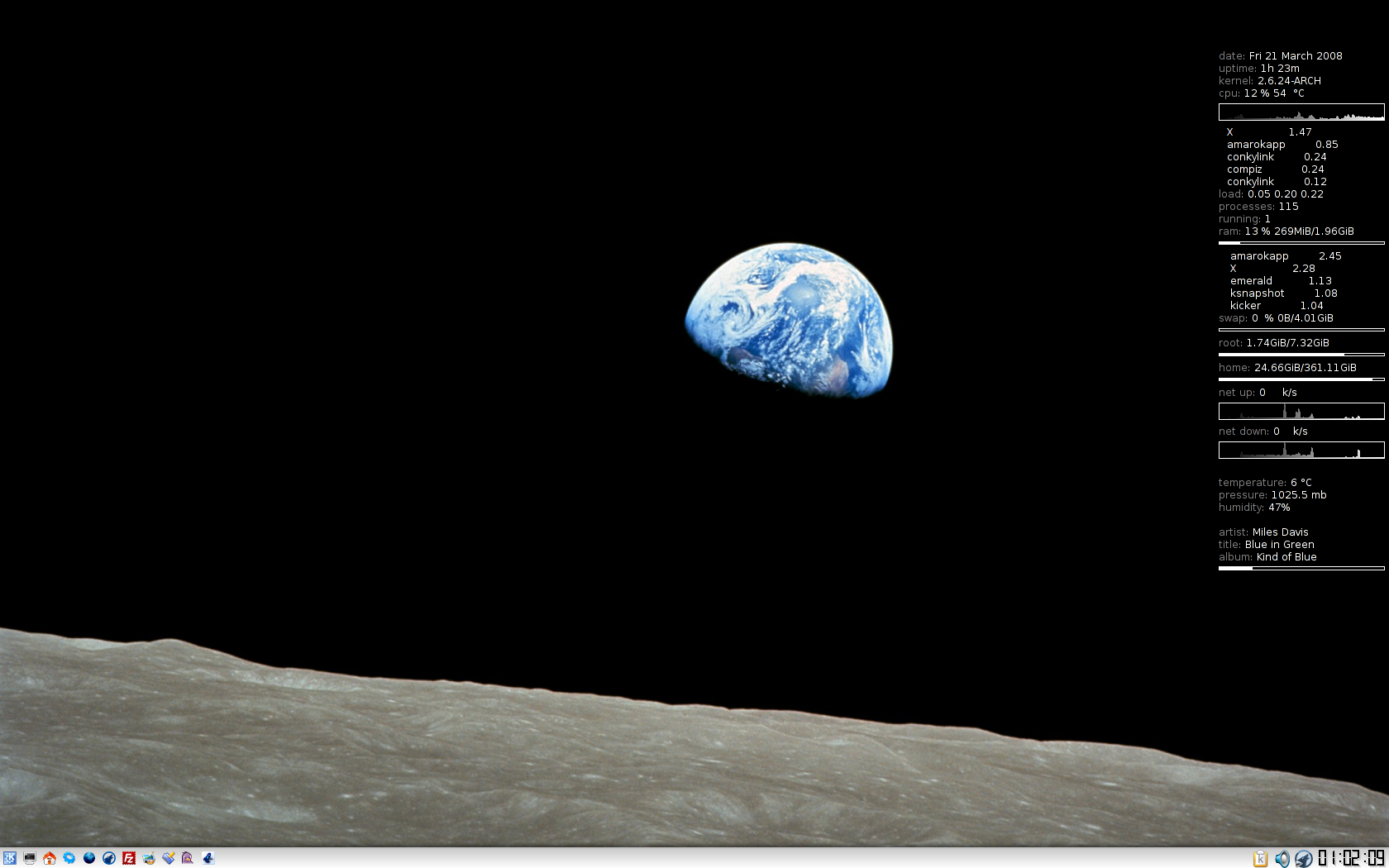
在Arch Linux運行的Conky。

Conky是一种自由软件，用于X视窗系统的系統監視器，可以在FreeBSD、OpenBSD和各种Linux发布上使用的自由软件。Conky具有很高的可配置性，可以监视许多系统参数，如：CPU、内存、分頁、硬盘使用情况等状态；各种硬件的温度；系统的进程（top）；网络状态；电池电量；系统信息和邮件收发；各种音乐播放器MPD、XMMS2、BMPx、Audacious）的控制。不像其他系统监视器那样需要高级别的部件工具箱（widget toolkits）来渲染他们的信息，Conky可以直接在X视窗下渲染，这意味着在相同配置下Conky可以消耗更少的资源。
用户可以自行创建和分发 Conky的自定义脚本，通常以.conkyrc命名，放在用户目录下，用户通过改变功能模块和界面来配置不同的Conky显示界面。

## 參看
- GKrellM

## 外部連結
- GitHub上的conky頁面